# František Treybal
František Treybal (24. prosince 1882 – 5. října 1947 Praha) byl český šachista.
V roce 1907 se umístil na 2. místě v Českém šachovém šampionátu v Brně. V roce 1907 dále zvítězil v Berlíně a získal společné 5. až 6. místo v Praze (zvítězil Oldřich Duras). V roce 1908 se v Praze umístil na 20. místě (Duras a Carl Schlechter zvítězili). V roce 1909 obsadil v Praze 4. místo (zvítězil Duras). V roce 1910 v Praze obsadil společné 1. a 2. místo s Ladislavem Prokešem. V roce 1913 zvítězil v Berlíně a obsadil 2. místo za Karlem Hromádkou v 5. českém šampionátu v Mladé Boleslavi.
Po 1. světové válce hrál v několika turnajích v Praze. V roce 1921 obsadil společné 1. a 2. místo s Hromádkou. V roce 1924 obsadil společné 4. a 5. místo (zvítězil Jan Schulz). V roce 1927 obsadil společné 5. až 8. místo (zvítězil Hromádka). V roce 1929 obsadil 2. místo za Salo Flohrem.
Byl starším bratrem Karla Treybala.